# Aérodrome de Bembéréké
L'aérodrome de Bembéréké (code OACI : DBBB) est un aéroport public situé à 4 km au nord-est de la commune de Bembéréké, dans le département du Borgou, au Bénin.

## Situation
'
| \| 20 km1:1 857 000 \| Bembèrèkè Cana Cotonou-Cadjehoun Djougou Kandi Natitingou Parakou Porga Savè |
| 20 km1:1 857 000                                                                                    |

Carte statique des aéroports du Bénin.Carte dynamique des aéroports du Bénin.